# Salpornis spilonota
El agateador moteado indio (Salpornis spilonota) es una especie de ave paseriforme de la familia Certhiidae propia del subcontinente indio.

## Distribución y hábitat
Se encuentra en el norte de la India en bosque caducifolios y manglares. No migra más allá de movimientos locales. 

## Descripción
Tiene el pico fino y con la punta curvada hacia abajo, el cual usa para extraer insectos de la corteza, pero no tiene la cola rígida que los Certhiinae usan para sujetarse en troncos verticales. El agateador moteado tiene el plumaje densamente manchado y listado, tanto en las partes superiores como en las inferiores lo que lo diferencia de los miembros de la subfamilia Certhiinae. Pesa hasta 16 gramos, el doble que la mayoría de los agateadores de similar longitud (hasta 15 cm).
Anidan en cavidades dentro de árboles.